# Почесні громадяни Рівного
Нижче наведений список почесних громадян Рівного.

## Історія
3 лютого 1966 року рівненською міською радою було прийняте рішення «Про встановлення почесного звання за видатні заслуги перед трудящими міста „Почесний Громадянин міста Ровно“». Звання присвоювали до визначних дат або свят, зазвичай не кожен рік.
2001 року було прийнято рішення №473  «Про встановлення почесного звання за видатні заслуги перед трудящими міста „Почесний Громадянин міста Рівного“». З 2003 року звання присвоюється не більше, ніж одній людині на рік. Кандидатури подаються міським головою на підставі звернень від депутатів, виконавчого комітету міської ради, державних органів, органів самоорганізації населення, громадських, політичних, професійних та творчих організацій, трудових колективів підприємств, установ та організацій, де працює чи працювала особа, яку представляють на присвоєння звання.

## Почесні громадяни

### до 2012 року
1. Бухало Гурій Васильович (званням присвоєно згідно з рішенням міської ради № 2735 від 20 серпня 2009)
2. Веремеєнко Володимир Васильович (звання підтверджено рішенням міської ради № 111 від 4 жовтня 2002)
3. Користін Олексій Юхимович (звання присвоєно згідно з рішенням міської ради № 971 від 21 серпня 2007)
4. Курилович Олександр Опанасович (звання присвоєно згідно з рішенням міської ради № 158 від 13 грудня 2002)
5. Кучерук Євген Філімонович (звання присвоєно згідно з рішенням міської ради № 2735 від 20 серпня 2009)
6. Лагодюк Вікторія Юріївна директор НВК № 12, відмінник освіти України
7. Мальчевський Євген Олексійович (звання присвоєно згідно з рішенням міської ради № 158 від 13 грудня 2002)
8. Носаль Михайло Андрійович (звання присвоєно згідно з рішенням міської ради № 1003 від 6 жовтня 2004)
9. Патій Галина Василівна, директор Рівненського навчально-виховного комплексу № 1
10. Панасюк Тетяна Григорівна, завідувачка Рівненського дошкільного навчального закладу № 45
11. Сабліна Олександра Семенівна (звання підтверджено рішенням міської ради № 111 від 4 жовтня 2002)
12. Смірнова Марія Іванівна (звання підтверджено рішенням міської ради № 111 від 4 жовтня 2002)
13. Телегін Левонтій Іванович (звання присвоєно згідно з рішенням міської ради № 1597 від 11 жовтня 2005)
14. Ткачук Олеся Володимирівна, заступник директора з навчально-виховної роботи Рівненської ЗОШ ім. В.Короленка
15. Чайка Віктор Анатолійович (звання присвоєно згідно з рішенням міської ради № 184 від 18 серпня 2006)

### з 2012 — 2021
2012
1. Гаврюшенко Атталія Матвіївна (1927— 2013) — режисер Рівненського народного аматорського молодіжного театру (рішення Рівненської міської ради № 2196 від 26.07.2012 р.)[1][2]
2. Романкевич Михайло Якович — старший тренер національної збірної команди України з дзюдо серед спортсменів з порушеннями зору Заслужений працівник культури і спорту України, Заслужений тренер України з дзюдо, підготував переможців та призерів чотирнадцятих Літніх параолімпійських ігор (рішення Рівненської міської ради № 2442 від 20.09.2012 р.)[2][3][4]

2013
1. Маринович Надія Франківна (1945—2009) — засновник і директор першого інноваційного освітнього закладу в м. Рівне — "Спеціалізованої школи І – ІІІ ступенів "Центр надії",  Заслужений вчитель України (посмертно, рішення рівненської міської ради №3227 від 25.07.2013 р.)[2][5]
2. Первушевська Ірина Олександрівна — директор Рівненського міського Палацу дітей та молоді (рішення Рівненської міської ради №3227 від 25.07.2013 р.)[2][5]

2014
1. Арутюнян Георгій Вагаршакович (посмертно, рішення Рівненської міської ради №4074 від 3.06.2014 р.)[6]
2. Опанасюк Валерій Адамович (посмертно, рішення Рівненської міської ради №4074 від 3.06.2014 р.)[6]
3. Храпаченко Олександр Володимирович (посмертно, рішення Рівненської міської ради №4074 від 3.06.2014 р.)[6]

2015
1. Богуславський Олексій Ігорович (1980—2015)  майор Збройних сил України, учасник російсько-української війни (рішення № 5756 від 17.9.2015, посмертно)[7].
2. Борисенко Олександр Олегович (посмертно, рішення Рівненської міської ради № 5756 від 17.09.2015 р.)[7]
3. Волошин Ігор Анатолійович (1977—2014) старший сержант Збройних сил України.учасник російсько-української війни (посмертно; рішення Рівненської міської ради № 5756 від 17 вересня 2015 року)[7].
4. Гулюк Сергій Миколайович (1981—2014) — молодший сержант Луцького прикордонного загону Державної прикордонної служби України, учасник російсько-української війни (посмертно, рішення Рівненської міської ради № 5756 від 17.09.2015 р.)[7]
5. Карнаухов Микола Миколайович (посмертно, рішення Рівненської міської ради № 5756 від 17.09.2015 р.)[7]
6. Лебідь Анатолій Миколайович (1978—2015) — старший прапорщик Збройних сил України, учасник російсько-української війни 2014—2017 (посмертно, рішення Рівненської міськради № 5756 від 17 вересня 2015)[7]
7. Медведєв Максим Анатолійович (1983—2015) — солдат Збройних сил України, учасник російсько-української війни (посмертно, рішення Рівненської міськради № 5756 від 17 вересня 2015)[7]
8. Мірошник В'ячеслав Володимирович (1971—2015) — старший лейтенант Збройних сил України, учасник російсько-української війни (посмертно, рішення Рівненської міської ради № 5756 від 17 вересня 2015)[7]
9. Нечипорук Андрій Дмитрович (посмертно, рішення Рівненської міської ради № 5756 від 17.09.2015 р.)[7]
10. Рєпін Євгеній Вікторович (посмертно, рішення Рівненської міської ради № 5756 від 17.09.2015 р.)[7]
11. Свідерський Дмитро Олександрович (посмертно, рішення Рівненської міської ради № 5756 від 17.09.2015 р.)[7]
12. Тарасюк Олег Андрійович (посмертно, рішення Рівненської міської ради № 5756 від 17.09.2015 р.)[7]
13. Цісарук Юрій Миколайович (посмертно, рішення Рівненської міської ради № 5756 від 17.09.2015 р.)[7]
14. Черніченко Олександр Анатолійович (1968—2015) — капітан Збройних сил України, учасник російсько-української війни (посмертно, рішення Рівненської міськради № 5756 від 17 вересня 2015)[7]
15. Юхимчук Олександр Володимирович (посмертно, рішення Рівненської міської ради № 5756 від 17.09.2015 р.)[7]
16. Якимчук Тарас Володимирович (1993—2014) — солдат Збройних сил України, учасник російсько-української війни (рішення Рівненської міськради № 5756 від 17 вересня 2015, посмертно)[7]

2016
1. Новак Олекса Федорович — громадський і політичний діяч, науковець, педагог (посмертно, рішення Рівненської міської ради № 1241 від 18 серпня 2016 р.)[8]

2017
1. Белоцький Тарас Миколайович (1979—2017) — солдат Збройних сил України, учасник російсько-української війни (посмертно, рішення Рівненської міської ради №3212 від 18.8.2017 р. )[2]
2. Васюк Олександр Павлович (посмертно, рішення Рівненської міської ради №3212 від 18.8.2017 р.)[2]
3. Голубєв Сергій Володимирович (1979—2017) — сержант Збройних сил України, учасник російсько-української війни (посмертно, рішення Рівненської міської ради № 3212 від 18.8.2017 р. )[2]

2018
1. Червоній Василь Михайлович (посмертно, рішення  Рівненської міської ради № 4739 від 16.08.2018 р.)[2]

2019
1. Косміаді Надія Георгіївна (1923—2021) — дочка художника Георгія Косміаді (рішення Рівненської міської ради № №6376 від 25.07.2019 р.)[2]

2020
1. Андріяшев Олександр Володимирович (посмертно,  рішення Рівненської міської ради №7760 від 13.08.2020 р.)[2]

2021
1. Омельчук Олег Петрович — бронзовий призер ХХХІІ Літніх Олімпійських ігор в місті Токіо, заслужений майстер спорту України зі стрільби кульової (рішення Рівненської міської ради № №1240 від 20.08.2021 р.)[2][9]
2. Романчук Михайло Михайлович — срібний та бронзовий призер ХХХІІ Літніх Олімпійських ігор в місті Токіо, заслужений майстер спорту України з плавання (рішення Рівненської міської ради № №1240 від 20.08.2021 р.)[2][9]

### з 2022 — 2024
2022
1. Агєєв Олександр Юрійович
2. Білевич Юрій Васильович
3. Бондаренко Андрій Васильович
4. Бубнович Олександр Миколайович
5. Васильєв Олександр Васильович
6. Власенко Віталій Анатолійович
7. Воробей Василь Іванович
8. Ворон Валерій Васильович
9. Гаврилюк Олег Олександрович
10. Гамаровський Руслан Іванович
11. Горисюк Олександр Валентинович
12. Гранітний Ярослав Сергійович
13. Гудачек Владислав Олександрович
14. Дзюбишин Дмитро Олексійович
15. Дмитрієв Костянтин Костянтинович
16. Друзь Костянтин Володимирович
17. Захоженко Євгеній Вячеславович
18. Зібер Дмитро Володимирович
19. Зібер Олег Володимирович
20. Ільчук Сергій Петрович
21. Ковалюк Степан Анатолійович
22. Козлишин Тарас Миколайович
23. Козюхно Георгій Петрович
24. Кубай Юрій Сергійович
25. Кулик Олександр Леонідович
26. Лісовський Василь Григорович
27. Мазур Михайло Володимирович
28. Мельник Тарас Володимирович
29. Мельничук Павло Олександрович
30. Меткий Ігор Віталійович
31. Мешко Петро Ілліч
32. Місюрин Олександр Володимирович
33. Небожинський Назар Володимирович
34. Нисинець Василь Васильович
35. Ніколайчук Роман Олександрович
36. Оксенюк Андрій Андрійович
37. Пінчук Олександр Володимирович
38. Поліщук Едуард Миколайович
39. Поліщук Сергій Сергійович
40. Попенко Юрій Миколайович
41. Пруський Віктор Федорович
42. Рабчевський Віталій Васильович
43. Рачук Степан Васильович
44. Рижук Сергій Георгійович
45. Савчук Микола Васильович
46. Садовчук Олександр Валерійович
47. Семчук Віталій Володимирович
48. Сілюк Сергій Михайлович
49. Смирнов Сергій Олександрович
50. Стельмах Володимир Володимирович
51. Суліцький Олександр Сергійович
52. Супрун Артем Олексійович
53. Супрун Михайло Васильович
54. Тарасюк Олександр Васильович
55. Тарасюк Олександр Олексійович
56. Ткачук Дмитро Миколайович
57. Хамуйло Олександр Валерійович
58. Цюзь Вячеслав Адамович
59. Чайка Олександр Віталійович
60. Черначук Петро Олександрович
61. Черуха Володимир В’ячеславович
62. Чижук Олексій Миколайович
63. Чирко Євгеній Володимирович
64. Шаляпін Ігор Віталійович
65. Шевчук Сергій Петрович
66. Шершак Сергій Миколайович[10][11]

2023
1. Андрейко Юрій Віталійович
2. Андрущак Олег Анатолійович
3. Антонюк Вячеслав Олександрович
4. Бабак Денис Олександрович
5. Баламутов Руслан Васильович
6. Білодуб Євген Володимирович
7. Богатько Сергій Анатолійович
8. Бойко Дмитро Миколайович
9. Буковський Володимир Петрович
10. Васерук Василь Миколайович
11. Васусь Максим Валерійович
12. Власенко Анатолій Лаврентійович
13. Галганець Сергій Миколайович
14. Гамула Сергій Миколайович
15. Гануш Геннадій Вікторович
16. Гмирак Валентин Миколайович
17. Гнітецький Костянтин Владиславович
18. Гончаренко Михайло Олександрович
19. Гончарук Олег Анатолійович
20. Гордійчук Богдан Федорович
21. Горошко Владислав Вікторович
22. Гриб Анатолій Васильович
23. Грицихін Валерій Володимирович
24. Данилюк Юрій Петрович
25. Дердюк Руслан Аркадійович
26. Деревчук Микола Миколайович
27. Джуріч Сергій Володимирович
28. Дзедзеля Богдан Русланович
29. Дикий Віктор Михайлович
30. Добродій Іван Іванович
31. Довмат Роман Володимирович
32. Дорошенко Сергій Олегович
33. Дудєй Олег Сергійович
34. Дяченко Валерій Феодосійович
35. Єфіменко Дмитро Васильович
36. Замлинний Тарас Ростиславович
37. Зарічнюк Володимир Іванович
38. Заруба Олександр Валерійович
39. Зубар Олександр Олексійович
40. Калащук Роман Вікторович
41. Каранюк Андрій Вікторович
42. Карплюк Роман Степанович
43. Карпович Вадим Віталійович
44. Качуровський Ярослав Михайлович
45. Кирильчук Любомир Іванович
46. Кітчак Вадим Миколайович
47. Кліменко Максим Володимирович
48. Клімчук Іван Васильович
49. Кльонов Олексій Володимирович
50. Ковальський Володимир Дмитрович
51. Ковальчук Микола Миколайович
52. Ковальчук Олександр Степанович
53. Ковбар Сергій Михайлович
54. Козачанський Євгеній Ігорович
55. Конончук Микола Михайлович
56. Костенко Євгеній Вікторович
57. Кравцов Олексій Юрійович
58. Кравченко Сергій Володимирович
59. Кравчук Антон Андрійович
60. Краснобриж Ігор Віталійович
61. Кулішенко Сергій Сергійович
62. Лавренчук Юрій Миколайович
63. Лєдяєв Юрій Сергійович
64. Локшук Максим Бориславович
65. Луцик Віталій Олексійович
66. Люшин Ігор Олександрович
67. Магель Віталій Миколайович
68. Майстренко Юрій Миколайович
69. Максименко Олександр Володимирович
70. Максимов Сергій Володимирович
71. Маліздерський Олександр Миколайович
72. Мамчур Ігор Миколайович
73. Мамчур Олександр Богданович
74. Марцинковський Дмитро Станіславович
75. Марчук Микола Васильович
76. Мельничук Олексій Степанович
77. Микитюк Олександр Віталійович
78. Мокан Сергій Олександрович
79. Молдавський Данило Геннадійович
80. Музика Василь Петрович
81. Муляр Ярослав Сергійович
82. Муравський Олександр Васильович
83. Муха Єгор Олександрович
84. Назарчук Микола Григорійович
85. Наконечний Андрій Романович
86. Нестерук Андрій Володимирович
87. Нікітін Богдан Федорович
88. Нікітюк Андрій Миколайович
89. Ніколаєв Владислав Давидович
90. Новицький Петро Петрович
91. Онищук Сергій Миколайович
92. Орліч Віталій Вікторович
93. Павлюк Валерій Віталійович
94. Пісклов Андрій Олегович
95. Поліщук Валерій Віталійович
96. Попов Михайло Володимирович
97. Простаков Владислав Володимирович
98. Пупенко Анатолій Іванович
99. Рачок Ігор Андрійович
100. Римар Руслан Романович
101. Рожко Олег Анатолійович
102. Рокицький Богдан Васильович
103. Романчук Олексій Олександрович
104. Ромашко Юрій Андрійович
105. Рубцов Ігор Васильович
106. Рудик Віктор Васильович
107. Савін Андрій Юрійович
108. Савтира Сергій Миколайович
109. Савчук Сергій Віталійович
110. Садовчук Максим Володимирович
111. Сало Сергій Васильович
112. Самчук Андрій Анатолійович
113. Сапальчук Микола Валентинович
114. Свірчевський Роман Ігоревич
115. Семенюк Роман Олександрович
116. Симонюк Андрій Вікторович
117. Сірук Микола Сергійович
118. Соколовський Юрій Миколайович
119. Соснін Роман Олександрович
120. Старовєров Сергій Юрійович
121. Стиба Віталій Анатолійович
122. Суванов Володимир Саматович
123. Суходольський Віктор Тарасович
124. Такун Дмитро Юрійович
125. Твердюк Борис Миколайович
126. Тимошенко Андрій Олександрович
127. Тишков Олег Васильович
128. Удодик Василь Михайлович
129. Усач Валерій Володимирович
130. Устинов Олег Ігорович
131. Фаріон Станіслав Володимирович
132. Федчук Павло Петрович
133. Федюра Сергій Володимирович
134. Ходос Дмитро Миколайович
135. Хохлов Максим Юрійович
136. Цимбалюк Михайло Юрійович
137. Ципрук Андрій Юрійович
138. Челбін Віталій Віталійович
139. Шакіров Віталій Юрійович
140. Шаруда Сергій Іванович
141. Шевчик Микола Миколайович
142. Шевчук Сергій Васильович
143. Шийка Василь Петрович
144. Шиян Олександр Юрійович
145. Шкльода Дмитро Русланович
146. Шкодич Леонід Адамович
147. Юрчило Сергій Васильович
148. Юшеєв Сергій Вікторович [12][10]

2024
1. Базна Віталій Вікторович
2. Бакшин Олександр Михайлович
3. Балашов Олександр Олексійович
4. Бенедюк Василь Володимирович
5. Бершак Олександр Юрійович
6. Білий Леонід Вікторович
7. Білієнко Денис Вікторович
8. Благодир Андрій Олександрович
9. Борисюк Юрій Іванович
10. Ботан Дмитро Петрович
11. Ваннік Петро Міланович
12. Ващик Павло Станіславович
13. Віднік Андрій Миколайович
14. Вітушкін В'ячеслав Маркович
15. Власенко Максим Володимирович
16. Генич Олександр Васильович
17. Гмитро Ігор Андрійович
18. Гойденко Володимир Вікторович
19. Гофман Олександр Валерійович
20. Гринько Едуард Сергійович
21. Гриценюк Сергій Олександрович
22. Давидюк Тарас Дмитрович
23. Данильченко Станіслав Володимирович
24. Данічкін Максим Кирилович
25. Данчук Валентин Володимирович
26. Дикий Віктор Михайлович
27. Дмитрук Вячеслав Миколайович
28. Довбенко Іван Петрович
29. Дубов Олександр Володимирович
30. Жевняк Олександр Миколайович
31. Загоройчук Максим Олександрович
32. Засанський Ервін Вікторович
33. Захарченко Валентин Павлович
34. Іванюк Сергій Олександрович
35. Ільчук Дмитро Миколайович
36. Каленюк Богдан Богданович
37. Каменчук Дмитро Васильович
38. Капітула Юрій Петрович
39. Карпенко Максим Олександрович
40. Кирильчук Петро Петрович
41. Кириченко Олександр Вікторович
42. Кисіль Владислав Олегович
43. Коваль Борис Миколайович
44. Колодчак Андрій Володимирович
45. Кондратюк Роман Миколайович
46. Корнійчук Роман Ілліч
47. Кравчук Віктор Іванович
48. Кравчук Іван Григорович
49. Кравчук Павло Костянтинович
50. Кривоносов Володимир Ігорович
51. Кривцов Максим Олександрович
52. Крижановський Володимир Володимирович
53. Кужель Роман Юрійович
54. Кур'янік Мирослав Іванович
55. Кухарець Микола Володимирович
56. Малахов Вадим Дмитрович
57. Марчук Андрій Борисович
58. Машлай Олександр Михайлович
59. Моргун Олександр В'ячеславович
60. Назар Олександр Ігорович
61. Новак Андрій Васильович
62. Одинець Дмитро Васильович
63. Осадчий Олексій Вікторович
64. Пастушок Тарас Васильович
65. Педоренко Дмитро Анатолійович
66. Перебийніс Олег Валерійович
67. Петрицюк Валерій Валерійович
68. Пінчук Олександр Петрович
69. Полянський Ілля Олександрович
70. Потапчук Олександр Миколайович
71. Приходько Ігор Володимирович
72. Путілін Сергій Едуардович
73. Ренкас Олександр Олексійович
74. Рокашевич Сергій Йосипович
75. Рудик Віктор Васильович
76. Русило Віктор Миколайович
77. Серко Ілля Володимирович
78. Сивоконь Андрій Вікторович
79. Скаржинець Сергій Леонідович
80. Слободзян Ігор Григорович
81. Солтис Анатолій Михайлович
82. Степанюк Вадим Миколайович
83. Тарнавський Володимир Володимирович
84. Тихонюк Дмитро Вікторович
85. Токарець Михайло Петрович
86. Федінчук Володимир Васильович
87. Хаврук Олег Васильович
88. Целуйко Володимир Станіславович
89. Цехмістренко Григорій Віталійович
90. Чудінович Максим Вікторович
91. Шевченко Володимир Андрійович
92. Юхимець Микола Сергійович
93. Якимчук Роман Костянтинович
94. Яремчук Андрій Леонтійович
95. Яроцький Микола Федорович
96. Аврамчук Василь Олександрович
97. Байдан Петро Сергійович
98. Баюн Андрій Трохимович
99. Бобрик Петро Васильович
100. Веремчук Дмитро Михайлович
101. Ветров Віталій Сергійович
102. Герзель Сергій Богданович
103. Герман Олександр Петрович
104. Глек Михайло Валерійович
105. Гнатюк Петро Ростиславович
106. Григорчук Михайло Юрійович
107. Данилюк Олександр Володимирович
108. Донов Родіон Золтанович
109. Драганчук Олексій Олегович
110. Дятлик Андрій Миколайович
111. Жовтянський Олександр Миколайович
112. Захарчук Юрій Дмитрович
113. Ковалевич Сергій Сергійович
114. Ковалець Микола Григорович
115. Козленко Іван Вікторович
116. Коробчук Микола Олегович
117. Костарєв Олександр Олегович
118. Костюкевич Андрій Іванович
119. Кректун Василь Олександрович
120. Кривко Геннадій Васильович
121. Крикливий Вадим Сергійович
122. Круглюк Андрій Сергійович
123. Лазько Олег Борисович
124. Легкий Володимир Петрович
125. Лопатюк Дмитро Григорович
126. Любчик Андрій Іванович
127. Макарик Петро Миколайович
128. Маслянко Олег Олексійович
129. Машлай Андрій Васильович
130. Машук Роман Васильович
131. Мендалюк Роман Анатолійович
132. Міщук Сергій Олегович
133. Морозовський Андрій Миколайович
134. Нечипорик Ігор Миколайович
135. Оводюк Руслан Валерійович
136. Пантелеймонов Віктор Іванович
137. Пархомчук Олег Ігорович
138. Поліщук Микола Олексійович
139. Присяжнюк Мирослав Миколайович
140. Приходько Віталій Васильович
141. Рожанський Ігор Володимирович
142. Россінський Володимир Миколайович
143. Самков Володимир Віталійович
144. Самчук Олесь Олександрович
145. Скоцик Олександр Васильович
146. Токарчук Андрій Миколайович
147. Томкович Сергій Володимирович
148. Трофімчук Микола Сергійович
149. Федоров Олег Вячеславович
150. Феліндаш Олексій Григорович
151. Цибульський Віталій Вікторович
152. Черемха Олександр Ярославович
153. Черненко Андрій Юрійович
154. Чорнобай Сергій Вікторович
155. Шах Костянтин Павлович
156. Шепелевич Роман Дмитрович
157. Школьний Едуард Олегович
158. Юзвюк Костянтин Вікторович[13][10]